# Flughafen Saskatoon

i7
i11
i13
Der Saskatoon John G. Diefenbaker International Airport ist ein Flughafen nahe der Stadt Saskatoon in der kanadischen Provinz Saskatchewan. Er wird ausschließlich zivil genutzt. Der Flughafen ist nach John Diefenbaker benannt, dem dreizehnten Premierminister Kanadas. Der Flughafen ist ein Platz des National Airports Systems und befindet sich im Eigentum von Transport Canada. Betrieben wird er von der „Saskatoon Airport Authority“. Durch Nav Canada wird der Flughafen als Airport of Entry klassifiziert und es sind dort Beamte der Canada Border Services Agency (CBSA) stationiert, damit ist hier eine Einreise aus dem Ausland zulässig.
Der Flughafen verfügt über 9 Flugsteige, 34 Check-in Schalter und eine Zoll-/ Einwanderungskontrolle, in der internationale Flüge abgewickelt werden. Manche der acht Fluggastbrücken können größere Flugzeuge wie die Boeing 747 abfertigen. Für die Einreisekontrolle von ankommenden internationalen Passagieren ist die CBSA zuständig. Im Jahr 2001 wurden am Flughafen 800.000 Passagiere gezählt, was ihn zum größten in der Provinz macht. Im Jahr 2005 stieg die Zahl auf über 900.000 Passagiere. Im Jahr 2007 wurden über eine Million Passagiere gezählt. Mit einem Fluggastaufkommen von 1,46 Millionen und 95.962 Flugbewegungen zählte der Flughafen im Jahr 2017 zu den zwölf größten in Kanada.

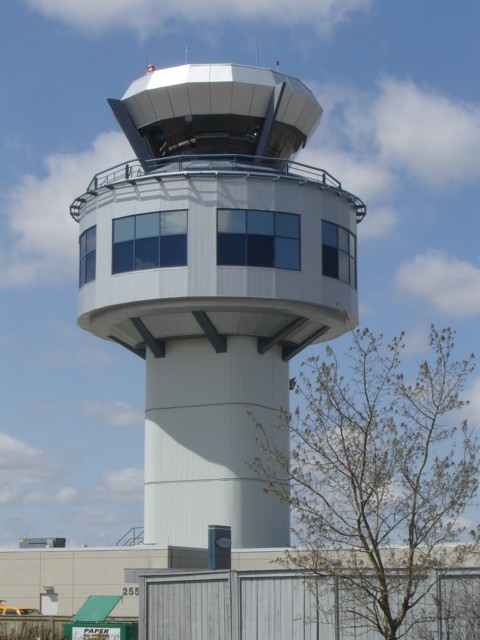
NAV CANADA Flugsicherungs Tower fertiggestellt im Jahr 2000

## Flughafenanlagen
Der Flughafen verfügt über ein Terminal, das mehrmals aufgrund des steigenden Passagieraufkommens erweitert worden ist. Daneben gibt es eine Flughafenfeuerwehr, mehrere Hangars und Frachthallen. Im Terminal befinden sich mehrere Shops, Restaurants und Cafés. Das Terminal wurde zuletzt im Jahr 2005 saniert und vergrößert. Im Jahr 2010 begannen der weitere Ausbau des Terminals um sieben Fluggastbrücken mit vergrößertem Check-in- und Wartebereich. Aufgrund der weiter zunehmenden Passagierzahlen wurde das Terminal bis 2015 erneut vergrößert. Seitdem ist es mit neun Flugsteigen ausgestattet.

## Fracht
Der Flughafen dient als Umschlagsplatz für Güter und wird von mehreren Frachtfluggesellschaften angeflogen.

## Gegenwart
Der Flughafenbetreiber, die Saskatoon Airport Authority, teilte mit, dass zwischen 2009 und 2018 Investitionen in Höhe von 70 Millionen Dollar für Expansionspläne und Sanierung der Infrastruktur ausgegeben werden sollen.
Seit einigen Jahren dient der Flughafen Saskatoon auch zunehmend als Flugzeugfriedhof, auf dem Flugzeuge während vorübergehender Stilllegung abgestellt, oder aber ausgeschlachtet und verwertet werden. So wurden dort 23 Fokker F28 Fellowship von Jazz Aviation und Canadian Regional Airlines dauerhaft abgestellt.

## Verkehrszahlen
| Jahr | Fluggastaufkommen | Flugbewegungen |
| ---- | ----------------- | -------------- |
| 2019 | 1.488.810         | 98.884         |
| 2018 | 1.518.980         | 97.851         |
| 2017 | 1.462.751         | 95.962         |
| 2016 | 1.452.349         | 92.857         |
| 2015 | 1.443.446         | 95.677         |
| 2014 | 1.484.615         | 91.686         |
| 2013 | 1.389.875         | 92.913         |
| 2012 | 1.326.838         | 89.840         |
| 2011 | 1.246.405         | 89.904         |
| 2010 | 1.215.923         | 90.762         |
| 2009 | 1.157.393         | 93.413         |
| 2008 | 1.135.113         | 105.407        |
| 2007 | 1.035.660         | 99.378         |
| 2006 | 953.342           | 87.674         |
| 2005 | 902.129           | 82.677         |
| 2004 | 803.541           | 77.185         |
| 2003 | 760.854           | 76.692         |
| 2002 | 765.727           | 88.795         |
| 2001 | 809.871           | 96.131         |
| 2000 | 801.079           | 98.143         |
| 1999 | 814.067           | 101.718        |
| 1998 | 822.003           | 110.205        |
| 1997 | 795.850           | 107.190        |
| 1996 | 682.895           | 91.258         |
| 1995 | 598.736           | 86.030         |